# Johannes Erhardi (Generalsuperintendent)
Johannes Erhardi (* 1543 in Wernigerode; † 1627 in Lauenburg/Elbe) war ein deutscher evangelisch-lutherischer Pastor und Generalsuperintendent für das Herzogtum Sachsen-Lauenburg von 1605 bis 1627.

## Beruflicher Werdegang
Erhardi wurde 1583 vom damaligen lauenburgischen Superintendenten Gerhard Sagittarius examiniert, ordiniert und anschließend als Pastor in Siebeneichen eingeführt.
Im Visitationsbericht über das Kirchspiel Siebeneichen von 1590 wurde Erhardi als „junger und fleißiger Mann“ bezeichnet, „sodass er zwischen 1550 und 1560 geboren sein dürfte“.
1605 wurde er mit Konsens der Gemeinde als Pastor nach Lauenburg/Elbe berufen und mit Zustimmung der Ritter- und Landschaft zum Generalsuperintendenten ernannt.
1614 hielt Erhardi eine Generalvisitation ab. Er gab Fragstücke über den lutherischen Katechismus heraus, die noch bis 1687 in allen Kirchen und Schulen des Landes eingeführt und gebraucht wurden.